# Kenepuru Sound
Der Kenepuru Sound ist ein Meeresarm im Norden der Südinsel von Neuseeland mit Zugang zum Pelorus Sound / Te Hoiere.

## Namensherkunft
Kenepuru bedeutet in der Sprache der Māori so viel wie Schlick oder Schlamm. Die Bucht am Ende des Sounds bei Kenepuru Head ist sehr flach und verlandet. Māori könnten den Sound deshalb so genannt haben.

## Geographie
Der Kenepuru Sound befindet sich nördlich des Queen Charlotte Sound, des Mahau Sound und rund 10 km nördlich des Fährhafens von Picton. Der Sound erreicht eine Länge von rund 23 km und besitzt eine maximale Breite von rund 4,6 km. Zugang zum Kenepuru Sound ist nur über den Pelorus Sound / Te Hoiere möglich, der sich westlich an der rund 1318 m breiten Öffnung anschließt. Die gesamte Küstenlänge des Sounds erstreckt sich über rund 90 km.

## Geologie
Wie alle Sounds, Channels und Meeresarme der Marlborough Sounds bestehen die Gewässer aus vom Meer her geflutete ehemalige Flusstäler. Während die Südinsel im Absinken begriffen war, stieg der Meeresspiegel seit der letzten Kaltzeit an, was zur Überflutung von Küstenlandstrichen und küstennahen Tälern führte.

## Nutzung
Teile des Sounds wird für die Austernzucht genutzt.